# Pandémie de Covid-19 à Malte
La pandémie de Covid-19 à Malte démarre officiellement le 7 mars 2020. À la date du 17 septembre 2022, le bilan est de 803 morts.

## Chronologie
Les trois premiers cas de Covid-19 à Malte sont signalés le 7 mars 2020. Il s'agit d'une famille italienne composée d'une fille de 12 ans et de ses parents, arrivés à Malte le 3 mars après des vacances dans le Trentin. La jeune fille a été le premier cas, ses parents ayant été testés positifs à la Covid-19 plus tard dans la journée.

## Statistiques

Nombre de cas à Malte depuis le début de l'épidémie.

Nombre de morts à Malte depuis le début de l'épidémie.